# Venezuela nos Jogos Olímpicos de Verão de 2016
Venezuela participou dos Jogos Olímpicos de Verão de 2016, que foram realizados na cidade do Rio de Janeiro, no Brasil, entre os dias 5 e 21 de agosto de 2016.
No Atletismo Yulimar Rojas ganhou a medalha de prata no Triplo salto feminino no dia 15 de agosto de 2016, com a marca de 14.98. 
A atleta Stefany Hernández ganhou a medalha de bronze no ciclismo BMX no dia 19 de agosto de 2016 com a marca de 34.755. 
O atleta Yoel Segundo Finol ganhou uma medalha de bronze no Boxe peso mosca (52kg) masculino no dia 19 de agosto de 2016.  

## Natação
| Atleta             | Prova       | Eliminatórias | Eliminatórias | Semifinal   | Semifinal   | Final       | Final       |
| Atleta             | Prova       | Tempo         | Pos.          | Tempo       | Pos.        | Tempo       | Pos.        |
| ------------------ | ----------- | ------------- | ------------- | ----------- | ----------- | ----------- | ----------- |
| Christian Quintero | 400 m livre | 3:50,84       | 33º           | —           | —           | Não avançou | Não avançou |
| Carlos Claverie    | 100 m peito | 1:01,13       | =30º          | Não avançou | Não avançou | Não avançou | Não avançou |

## 
1. ↑  «Venezuela nos Jogos Olímpicos de Verão de 2016». Portal Rio 2016. Consultado em 14 de agosto de 2016

Jogos Olímpicos de Verão de 2016
1. ↑  «Jogos Olímpicos Rio 2016 - Ingressos, Esportes e Calendário das Olimpíadas». www.rio2016.com. Consultado em 16 de agosto de 2016